# 超絶技巧練習曲
超絶技巧練習曲（ちょうぜつぎこうれんしゅうきょく、フランス語：Études d'exécution transcendante, サール番号：S.139, ラーベ番号：R.2b）は、ハンガリーのピアニスト、フランツ・リストの作曲した、ピアノのための12の練習曲である。2度にわたる改訂が行われている。原題は「卓抜した演奏のための練習曲集」というほどの意味である。

## 改訂の歴史
- 1826年（15歳） - フランス（op.6）、ドイツ（op.1）で初稿を出版。「すべての長短調のための48の練習曲」（実際には12曲）というタイトルであった。サール番号はS.136。
- 1837年（26歳） - パリ、ミラノ、ウィーンにて第2稿「24の大練習曲 Op.6」（実際には12曲）が出版される。献呈は彼の師でもあるカール・チェルニーに。サール番号はS.137。
- 1840年 - 「マゼッパ」を改作。
- 1852年（41歳） - 第3稿が出版される。今日もっとも頻繁に演奏されているのはこの稿である。この曲集についても第2稿同様にカール・チェルニーに献呈された。

## 構成
すべて異なる調で書かれている。2曲組で同じ調号の長調と短調（平行調）とし、2曲ごとに調号の♭がひとつずつ増えていく。この事とタイトルから、初版と第2版とでは全ての調性を網羅しようとしていたが結局断念して12曲に落ち着いたと考えられる。初版と第2、3版では曲順が異なる。第1番と第9番を除き、第2版と第3版とは小節数が異なる（ただし、第1番と第9番も若干音形が異なるものの、第2版と第3版とは本質的に差はない）。
以下は第2、3版の構成である。特記したもの以外は第1版の曲を改作したもの。テンポの変更も記す。
1. ハ長調『前奏曲』(Preludio)  - Presto
2. イ短調 - Molto vivace a capriccio → Molto vivace
3. ヘ長調『風景』(Paysage) - Poco adagio
4. ニ短調『マゼッパ』(Mazeppa) - Allegro patetico → Allegro
  - 特に有名。リストがオーケストラのために改作した同名の交響詩 (S.100) もある。
5. 変ロ長調『鬼火』(Feux follets) - Equalmente → Allegretto
6. ト短調『幻影』(Vision) - Largo patetico → Lento
7. 変ホ長調『英雄』(Eroica) - Allegro deciso → Allegro
  - 第2版で新しく書き下ろした。序奏は『ロッシーニとスポンティーニの主題による華麗な即興曲』Op.3, S150(1824年頃)から取った。小林秀雄は、本曲を書いたのはリストがどうしても『変ホ長調のエロイカ』を入れたかったからだ、と述べている[2]。
8. ハ短調『荒々しき狩』(Wilde Jagd) - Presto strepitoso → Presto furioso
9. 変イ長調『回想』(Ricordanza) - Andantino
10. ヘ短調 - Presto molto agitato → Allegro agitato molto
11. 変ニ長調『夕べの調べ』(Harmonies du soir) - Lento assai → Andantino
  - 第1版の第7曲を移調・改作。
12. 変ロ短調『雪あらし』(Chasse-neige) - Andantino → Andante con moto

第2版にはタイトルはまだついておらず、『マゼッパ』の題がついたのは1840年の改作からである。また第2版のみつけられる愛称ではあるが、シューマンが特に第6番、第7番、第8番の3曲を以下のように評した。
まれにだが、第3版の第10番ヘ短調を俗称で『熱情』と呼ぶことがある。
以下は初版の構成である。
1. ハ長調 - Allegro con fuoco
2. イ短調 - Allegro non molto
3. ヘ長調 - Allegro sempre legato
4. ニ短調 - Allegretto
5. 変ロ長調 - Moderato
6. ト短調 - Molto agitato
7. 変ホ長調 - Allegretto con molta espressione
  - 第2版以降、移調して11番に移動。
8. ハ短調 - Allegro con spirito
9. 変イ長調 - Allegro grazioso
10. ヘ短調 - Moderato
11. 変ニ長調 - Allegro grazioso
  - 第2版以降削除。
12. 変ロ短調 - Allegro non troppo

## 特に演奏困難な第2稿
第2稿の「24の大練習曲」については良く演奏される第3稿に比べるとはるかに難度が高い。しかし、演奏効果は第3稿の方が高いという見識が一般的なので、第2稿がコンサートで演奏される事はほとんど無いに等しい。ピアニストクラウディオ・アラウ、ピアノ教師ゲンリフ・ネイガウスの2人ともが「演奏不可能」との見解で一致している。
ロベルト・シューマンの音楽エッセイ集『音楽と音楽家』には、1837年時点での「24の大練習曲集」についてのエッセイが収められており、内容は以下のようになっている。
つまり、第2稿はリスト本人の技術をもってしても、十分な表現力をこめた演奏は非常に困難ではないかとシューマンが考える程の難易度という事である。
但し、このエッセイはシューマンがリストによる演奏を聴く前に書かれたものである。

## 主な録音
前述のように演奏・録音されるのはもっぱら第3稿である。ショパンの練習曲ほどではないが演奏される機会が多く、ピアノの演奏会用練習曲では代表的な存在である。知名度が突出した曲がないことや、全12曲でCD1枚に収まる長さ（65～70分程度）のため、全曲録音される場合が多い。
アレキサンダー・ボロウスキー、ラザール・ベルマン、クラウディオ・アラウ、ジョルジュ・シフラなどが知られる。また若いピアニストがヴィルトゥオーソ性を示すためにレパートリーに選ぶことが多く、近年ではフレディ・ケンプ、小菅優、アリス＝紗良・オット、ボリス・ベレゾフスキーなどが録音している。
演奏困難な第2稿の全曲録音は、レスリー・ハワードのリスト全曲集に含まれるものが代表的。ジャニス・ウェバーもCDを出していたが、絶版。マッシモ・ゴンが全曲演奏を達成し、イディル・ビレットは69歳で全曲録音に成功している。このように、必ずしも演奏不可能、というわけではなくなった。このほか、ジン・ウェンビンがアジア人で初の全曲録音を達成している。シモーネ・ジェナレッリは初稿と第2稿の双方をデジタル配信している。
最も平易な初稿を好むピアニストも若干名おり、イディル・ビレット、シモーネ・ジェナレッリ、ウィリアム・ウォルフラムは全曲を吹き込んでいる。オリヴィア・シャム、大井和郎が抜粋を録音している。
映像では、David Ezra Okonşar（スタジオ録画。廃盤）とRussell Sherman（ライブ演奏）がそれぞれ全曲演奏のDVDを出している。